# Ramir Dulcet
Ramir Dulcet (Manresa, Bages, 1757 - Montserrat, 17 de maig de 1828) va ser un ermità català.
Vestí l'hàbit a Montserrat el 13 de març de 1789, i professà el 19 de març de 1790. Hi ha constància que el 1820 vivia a l'ermita de Sant Benet. El 17 de maig de 1828 morí sobtadament, després d'haver rebut els sagraments de la penitència i extremunció.